# Crocidura ludia
Crocidura ludia је сисар из реда Soricomorpha.

## Угроженост
Ова врста је наведена као последња брига, јер има широко распрострањење и честа је врста.

## Распрострањење
Ареал врсте је ограничен на мањи број држава. 
Врста има станиште у Камеруну и ДР Конгу. Присуство у Централноафричкој Републици и Републици Конго је непотврђено.

## Станиште
Станишта врсте су шуме и саване.